# UTC+12:00

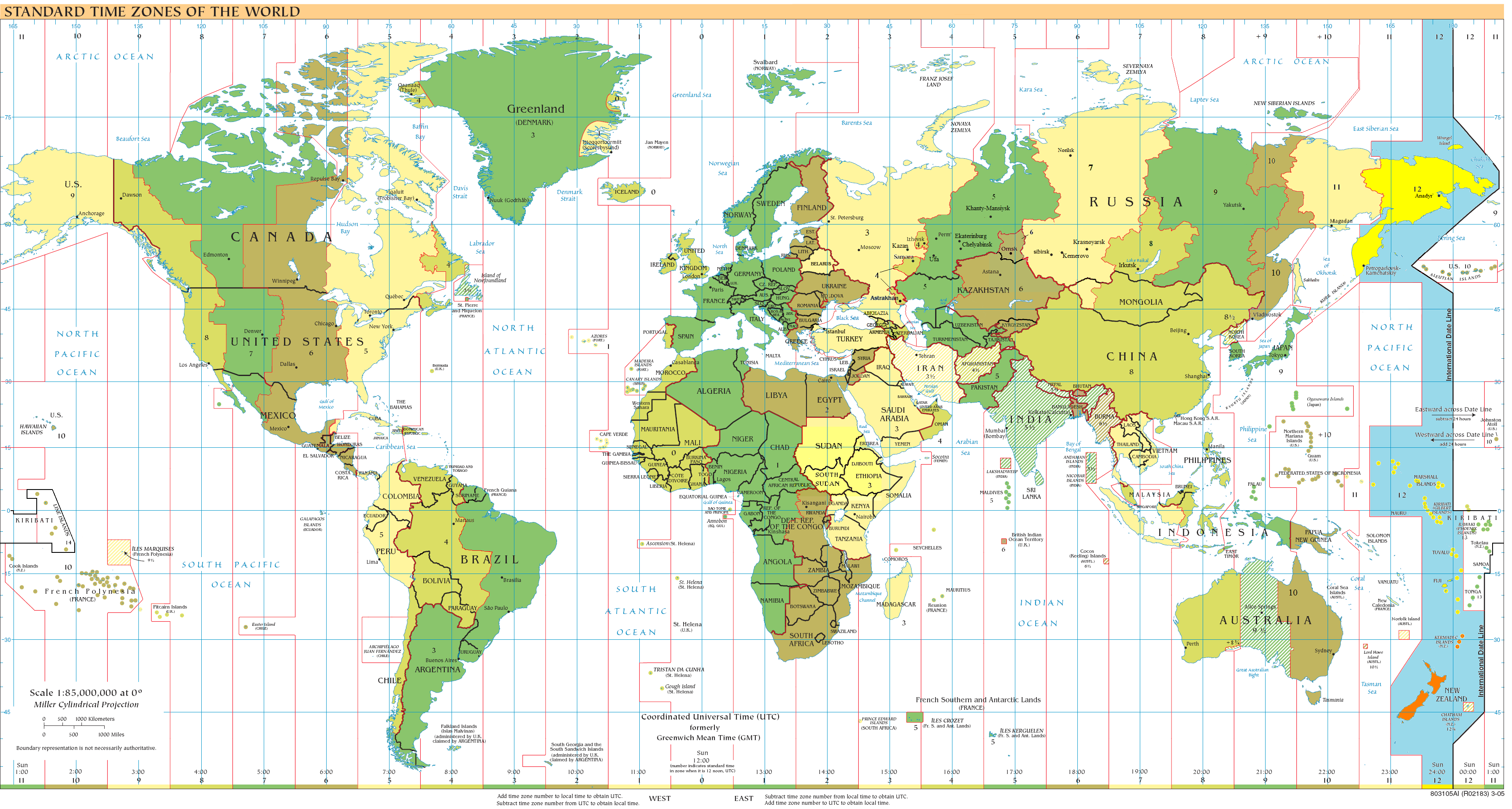
UTC+12 на карте часовых поясов мира:
голубым — зона UTC+12 в океанах;
ярко-жёлтым — зона UTC+12 круглогодично — камчатское время;
оранжевым — новозеландское время зимой (апрель-октябрь) в Южном полушарии в зоне UTC+12 (летом, в ноябре-марте, — UTC+13).

UTC+12 — часовой пояс для:

## Круглый год
- Россия (часть):
  - Камчатское время:
    -  Камчатский край
    -  Чукотский автономный округ
- Кирибати (часть):
  - Острова Гилберта
- Маршалловы Острова
- Науру
- Тувалу
- о. Уэйк (США)
- Уоллис и Футуна (Франция)

## Зимой в Южном полушарии (апрель-октябрь)
- Фиджи
- Новая Зеландия (о. Чатем находится в отдельной зоне зимой и отдельной зоне летом)